# Miyu Yamashita
Miyu Yamashita (山下実優, Yamashita Miyū, nascida em 17 de março de 1995) é uma lutadora profissional japonesa. Ela trabalha atualmente para a Tokyo Joshi Pro Wrestling. Yamashita foi treinada por Kyohei Mikami, da DDT Pro Wrestling, e fez sua estreia em agosto de 2013 como uma das primeiras membros da promoção irmã totalmente feminina da DDT, a Tokyo Joshi Pro.
Yamashita foi impulsionada como a principal estrela da Tokyo Joshi Pro e se tornou a primeira campeã do Princess of Princess Championship em 4 de janeiro de 2016. Yamashita manteve o título por um total combinado de 1.239 dias ao longo de quatro reinados, ambos os recordes, e passou a ser reconhecida como a "ace" da promoção.

## Carreira na luta livre profissional

### Tokyo Joshi Pro-Wrestling (2013–presente)

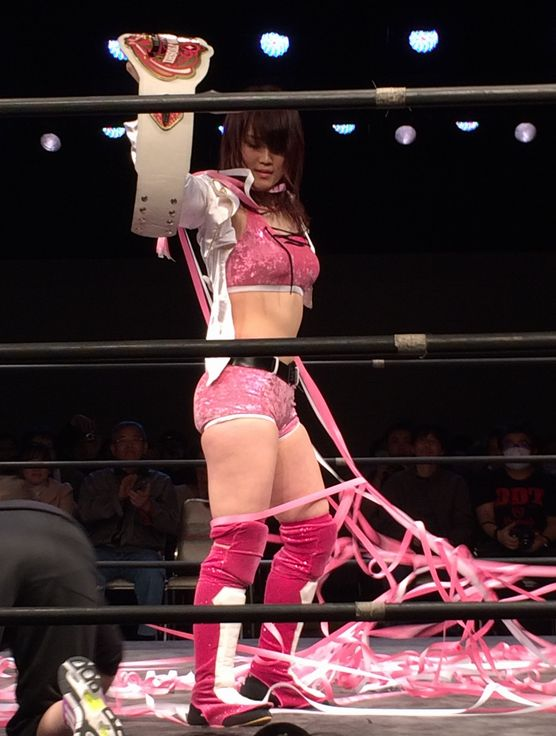
Yamashita como a primeira detentora do Princesa do Princess Championship, em junho de 2016.

Yamashita treinou Karate Kyokushin e Catch Wrestling desde jovem e originalmente tinha o sonho de ser uma idol, participando de várias audições para grupos de idols, embora tenha enfrentado dificuldades para conseguir se destacar. Eventualmente, foi apresentada ao lutador profissional Kyohei Mikami, que perguntou se ela teria interesse em treinar para se juntar à nova promoção irmã da Dramatic Dream Team, a Tokyo Joshi Pro-Wrestling (TJPW). Yamashita aceitou a oferta e se mudou para Tóquio aos 17 anos para começar o treinamento com Mikami logo em seguida. Nos primeiros anos da TJPW, era uma promoção pequena que realizava shows ao lado de apresentações de música ao vivo e outras performances. Apesar de ser uma promoção pequena, Yamashita foi impulsionada como a futura grande estrela da promoção e, quando a TJP começou a realizar seus próprios shows completos, ela assumiu sua posição no topo do card. Ela se tornou conhecida por seus poderosos chutes e seu estilo de combate baseado no karate, ganhando o apelido de "Pink Striker" (Atacante Rosa).
Em 4 de janeiro de 2016, no maior evento da TJP até aquele momento, Yamashita derrotou sua rival de longa data, Shoko Nakajima, para se tornar a primeira campeã do Tokyo Princess of Princess Championship. Ela manteve o título até setembro, quando foi derrotada por Yuu. Em agosto de 2017, ela teve sua primeira luta individual contra Meiko Satomura, da Sendai Girls' Pro Wrestling, mas foi derrotada. Em 4 de janeiro de 2018, Yamashita teve uma nova chance de reconquistar o Tokyo Princess of Princess Championship e derrotou Reika Saiki para ganhar o título pela segunda vez. Yamashita manteve o título durante todo o ano de 2018, derrotando lutadoras como Yuna Manase, Veda Scott, Priscilla Kelly, Yuu, Maho Kurone e Rika Tatsumi. Em 4 de janeiro de 2019, ela derrotou Maki Ito para completar um ano como campeã, o reinado mais longo da história do título. No WWNLive Mercury Rising 2019, Yamashita derrotou Allysin Kay em uma luta title vs title (título contra título) para conquistar o Shine Championship. Em 4 de maio de 2021, Yamashita derrotou Rika Tatsumi para conquistar o Princess of Princess Championship pela terceira vez. Em 13 de novembro, Yamashita se tornou a 14ª campeã do Pro Wrestling EVE Championship, derrotando Alex Windsor no segundo show do WrestleQueendom 5 em Londres, na Inglaterra.
Em 13 de agosto de 2023, Yamashita venceu a Tokyo Princess Cup após derrotar Yuki Kamifuku na final. Em 9 de outubro, no Wrestle Princess IV, Yamashita derrotou Mizuki para conquistar o Princess of Princess Championship pela quarta vez. Em 31 de março de 2024, no Grand Princess '24, Yamashita perdeu o título para Miu Watanabe, encerrando seu quarto reinado com 174 dias.

### All Elite Wrestling (2022, 2025)
Yamashita fez sua estreia na All Elite Wrestling (AEW) no episódio de 6 de junho de 2022 do Dark: Elevation, fazendo equipe com Skye Blue em uma luta contra Nyla Rose e Serena Deeb, na qual elas foram derrotadas. Em 9 de julho, no Summer Sun Princess, Yamashita derrotou Thunder Rosa em uma luta eliminatória pelo Campeonato Mundial Feminino da AEW, garantindo uma futura oportunidade de título contra Rosa. No entanto, em 27 de julho, no Dynamite: Fight for the Fallen, Yamashita não conseguiu conquistar o título de Rosa.
No episódio de Dynamite de 30 de abril de 2025, Yamashita retornou à AEW, onde enfrentou a atual campeã mundial feminina da AEW, "Timeless" Toni Storm, em outra luta eliminatória pelo título, mas foi derrotada.

### Impact Wrestling / Total Nonstop Action Wrestling (2023–2024)
Em 30 de março de 2023 (gravado em 25 de março), Yamashita fez sua estreia no Impact Wrestling com uma vitória sobre Killer Kelly. No mesmo dia, no Multiverse United, ela competiu em uma luta four-way, onde a vencedora seria adicionada à luta pelo Campeonato Mundial das Knockouts do Impact no Rebellion, mas a vitória foi de Deonna Purrazzo.
Em 25 de abril de 2024 (gravado em 21 de abril), Yamashita fez seu retorno à TNA, confrontando a campeã mundial das Knockouts, Jordynne Grace, após ser anunciada uma luta pelo título na semana seguinte. Na edição do TNA Impact! da semana seguinte (também gravada em 21 de abril), Yamashita enfrentou Grace, mas foi derrotada.

### Ring of Honor (2023)

Yamashita aplicando um "skull kick" em The Ultra Violette, em um evento da House of Glory, em maio de 2023.

No episódio de 30 de março de 2023 do ROH Honor Club TV, Yamashita fez sua estreia na Ring of Honor (ROH) com uma vitória sobre Shazza McKenzie. Na semana seguinte, ela enfrentou Athena pelo Campeonato Mundial Feminino da ROH, mas foi derrotada.

## Outros empreendimentos
Yamashita apareceu em dois programas de TV: a minissérie de 2019 Prescription Police e o episódio "Ekitai Rashku" de 2020 do SWAT.

## Títulos e prêmios
- Capital Championship Wrestling
  - CCW Championship (1 vez)[25]
  - CCW Network Championship (1 vez)[25]
- DDT Pro-Wrestling
  - DDT Universal Championship (1 vez)[26]
  - Ironman Heavymetalweight Championship (4 vezes)[27]
- Pro-Wrestling: EVE
  - Pro-Wrestling: EVE Championship (1 vez)[28]
- Pro Wrestling Illustrated
  - PWI a colocou na #12ª posição das 150 melhores lutadoras individuais no PWI Women's 150 em 2022[29]
- Shine Wrestling
  - Shine Championship (1 vez)[30][31]
- Spark Joshi Puroresu of America
  - Spark Joshi World Championship (1 vez, inaugural)[32]
- Tokyo Joshi Pro Wrestling
  - Princess of Princess Championship (4 vezes)[a][33]
  - Princess Tag Team Championship (2 vezes, atual) – com Maki Itoh[34]
  - Torneio "Futari wa Princess" Max Heart (2023) – com Maki Itoh
  - Tokyo Princess Cup (2023)[11]